# Burg Nebra
Die Burg Nebra ist die Ruine einer Höhenburg auf 148 m ü. NN in Nebra (Unstrut) im sachsen-anhaltischen Burgenlandkreis.

## Altenburg
Bereits im Jungpaläolithikum war ein Gelände am nördlichen Rand der heutigen Stadt als Lagerplatz genutzt worden. 1962 fand man bei Grabungen, neben vielen anderen Dingen, auch die Figurinen von Nebra.
Im 9. Jahrhundert wurde eine befestigte Höhensiedlung, die Altenburg, auf einem nach Norden vorspringenden Bergsporn, an einem Abzweig der Kupferstraße errichtet. Die Anlage mit Vor- und Hauptburg war von einem Graben und einem Wall umgeben. Sie wurde im 13. Jahrhundert aufgegeben, gilt aber als wichtiger Ausgangspunkt für die Entwicklung des Ortes Nebra.
Seit 1969 befindet sich auf dem Gelände ein Freibad.

## Neue Burg, Schloss und Schlossruine
Die neue Burg wurde 1207 erstmals erwähnt. Sie wurde auf einem südlicher gelegenen Sandsteinfelsen errichtet. Von ihr sind heute nur noch ein Wohnturm und Reste der nach 1250 erbauten Kapelle als Ruine sowie die Tonnengewölbe des Weinkellers erhalten.
Bis 1247 war die Burg ein Sitz der Landgrafen von Thüringen. Danach kam sie in den Besitz der Grafen von Querfurt.
Die Burg und die Stadt wurden mehrfach belagert und zerstört, so 1341 von Friedrich dem Ernsthaften. Auch im Sächsischen Bruderkrieg von 1446 bis 1451 kam es durch Belagerung von Truppen des Kurfürsten Friedrich II. (Friedrich der Sanftmütige) zu neuen Zerstörungen.
Einige Jahre später erhielt Friedrich von Nißmitz, Burg und Stadt von Wilhelm dem Tapferen als Lehen. Unter Quirin und Georg von Nißmitz wurden Teile der Anlage abgerissen und zu einem Herrensitz im Renaissancestil umgebaut, der damit einem Schloss entsprach (Altes Schloss Nebra). Die Burg und der Ort blieben bis 1718 in Besitz der Familie Nißmitz.
Im Dreißigjährigen Krieg war die Burg von 1636 bis 1648 durch schwedische Truppen besetzt, teilweise erneut zerstört und verfiel danach.
1874 wurde nahe der Burgruine/Ruine Altes Schloss das Neue Schloss Nebra im Neorenaissancestil errichtet.

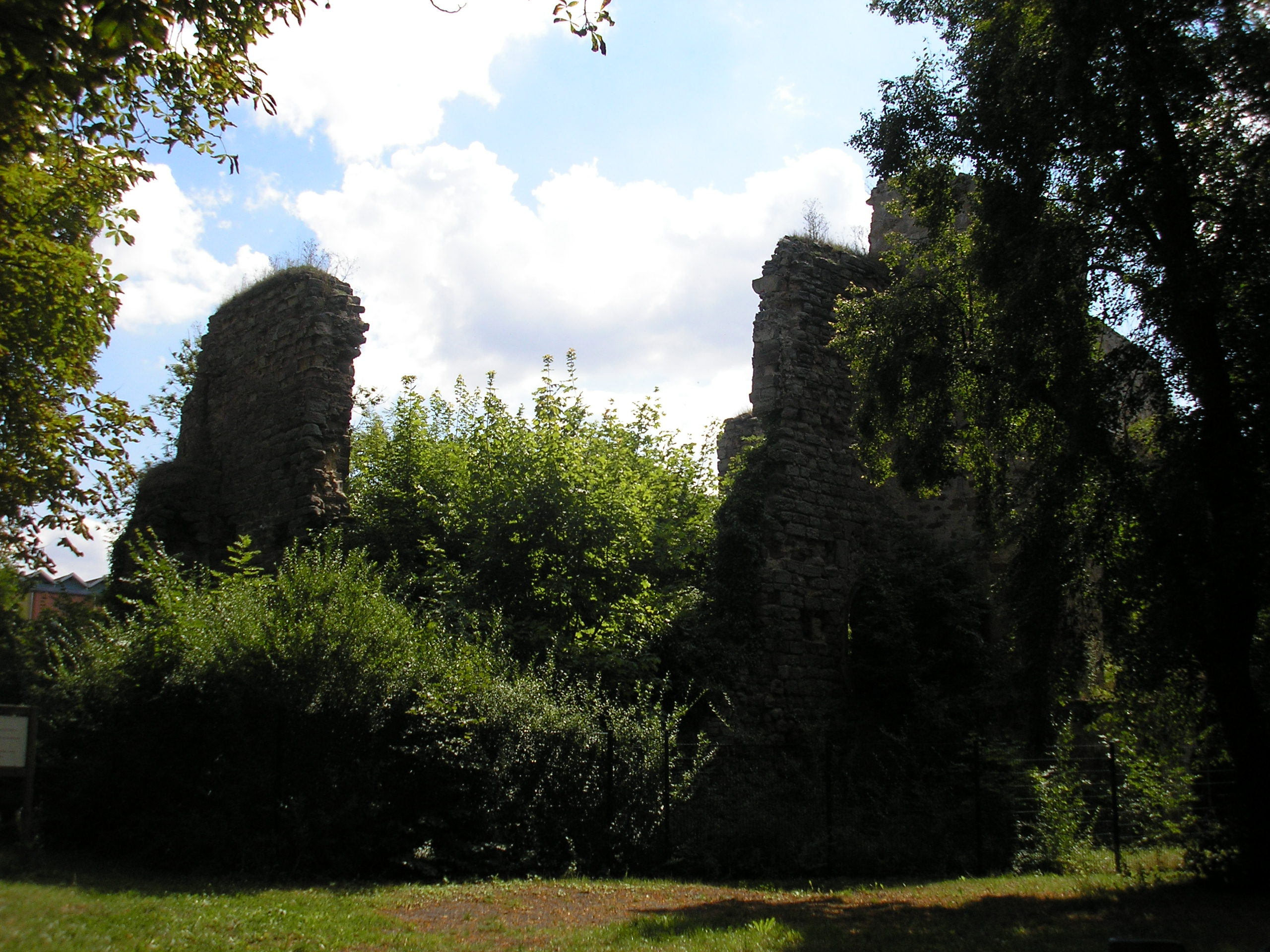
Burgruine
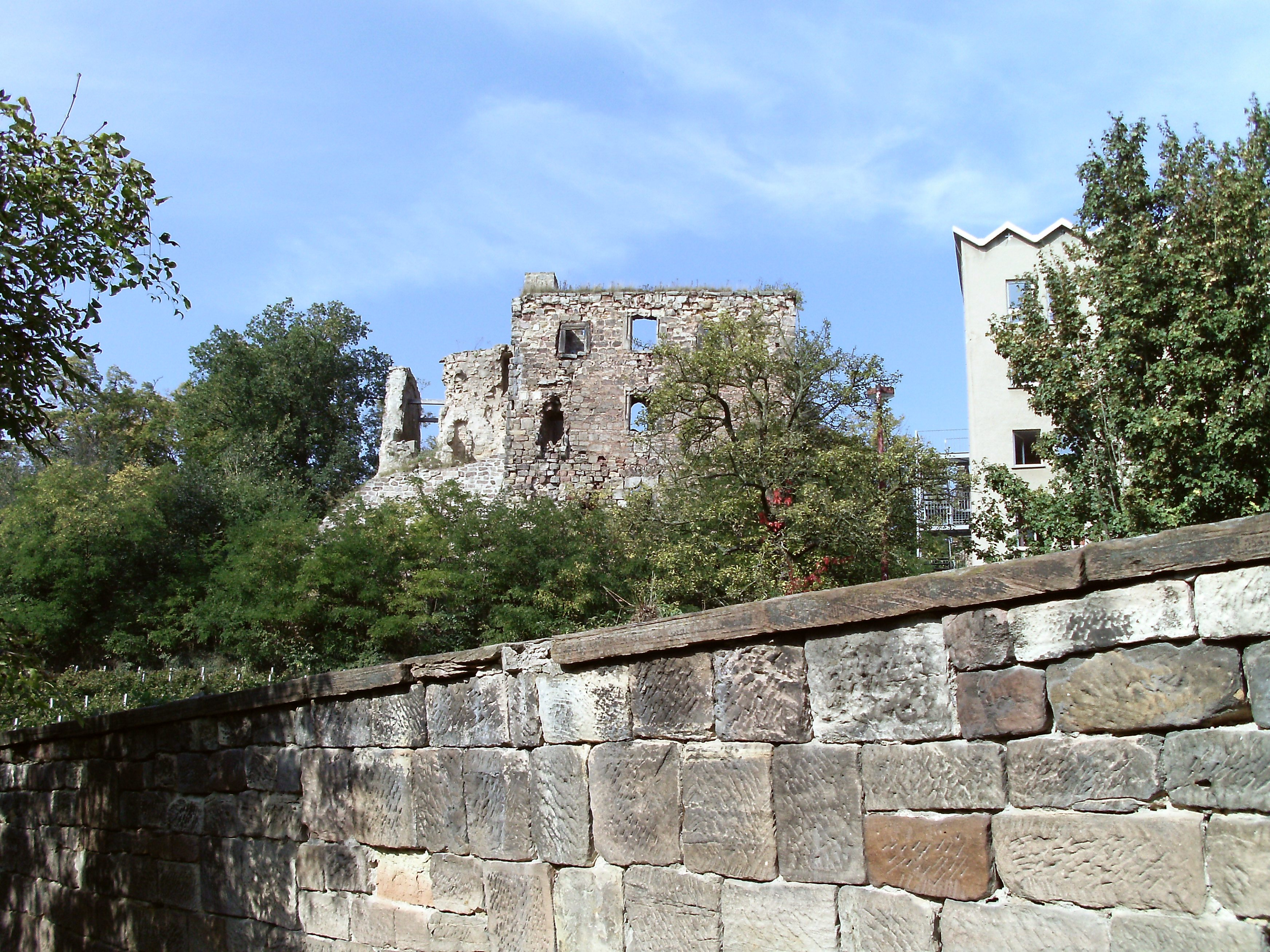
Burgruine
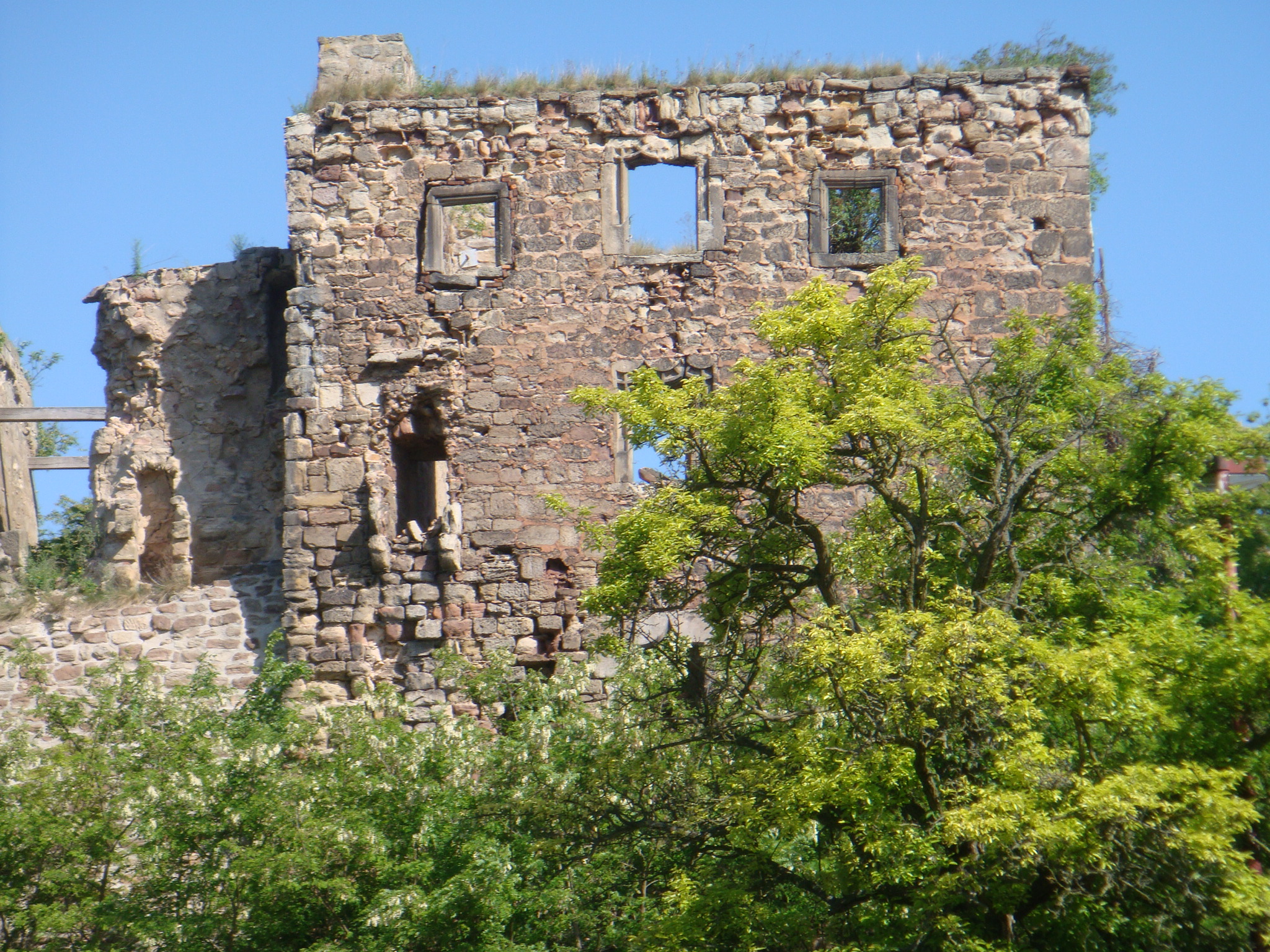
Ruine des alten Schlosses
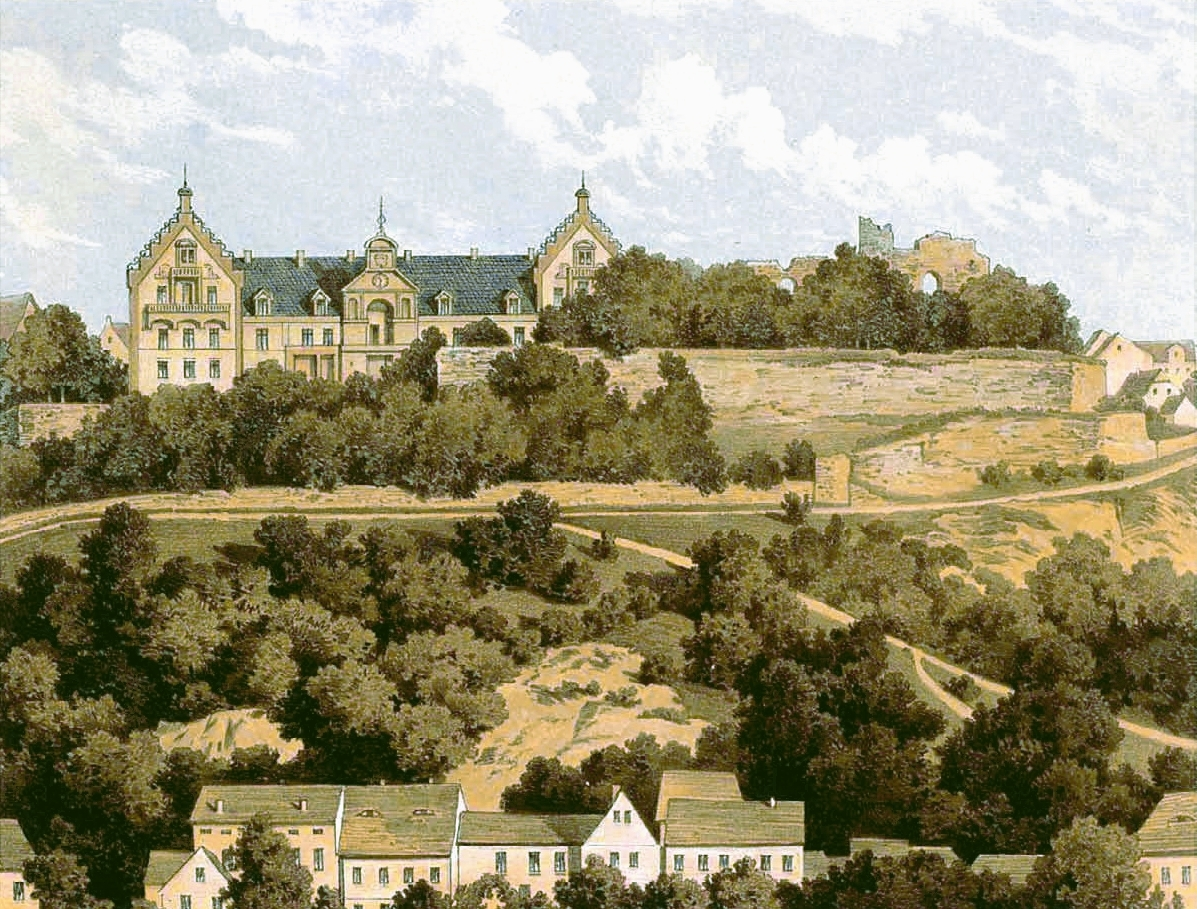
Neues Schloss und Burgruine im 19. Jh.